# Glaucocharis muscela
Glaucocharis muscela là một loài bướm đêm trong họ Crambidae.